# Mockery
Mockery és una pel·lícula estatunidenca dirigida per Benjamin Christensen, estrenada el 1927.

## Argument
Hi ha gana a Sibèria durant la Guerra Civil Russa. El camperol Serguei està buscant cadàvers per menjar. Troba una jove misteriosa que busca la ciutat de Novokursk. Demana a Serguei que digui a qualsevol que podrien trobar que és el seu marit. Troben una casa abandonada on poden descansar, però un desconegut està amagant a dins.

## Repartiment
- Lon Chaney: Sergei
- Barbara Bedford: Comtessa Tatiana Alexandrova
- Ricardo Cortez: capità Dimitri
- Mack Swain: Vladimir Gaidaroff
- Emily Fitzroy: Mrs. Gaidaroff
- Charles Puffy: Ivan
- Kai Schmidt: majordom
- Johnny Mack Brown: Oficial rus